# Estońskie Muzeum Sztuki
Estońskie Muzeum Sztuki (est. Eesti Kunstimuuseum) – muzeum sztuki estońskiej z siedzibą główną w muzeum Kumu w Tallinnie.

## Opis
Muzeum zostało założone w 1919 roku. Początkowo mieściło się w Pałacu Kadriorg, ale z czasem rozszerzyło swoją działalność na kilka innych lokalizacji. Prezentuje zarówno dzieła sztuki międzynarodowej, jak i lokalnej. W latach 70. i 80. XX wieku powstały pierwsze oddziały Estońskiego Muzeum Sztuki. Od 1995 roku wszystkie oddziały oferują różne programy edukacyjne dla dzieci i młodzieży.
W 2006 r. zbiory Estońskiego Muzeum Sztuki liczyły 55 823 eksponatów – w tym 7 045 obrazów, 24 537 grafik, 1 571 rzeźb.

## Oddziały

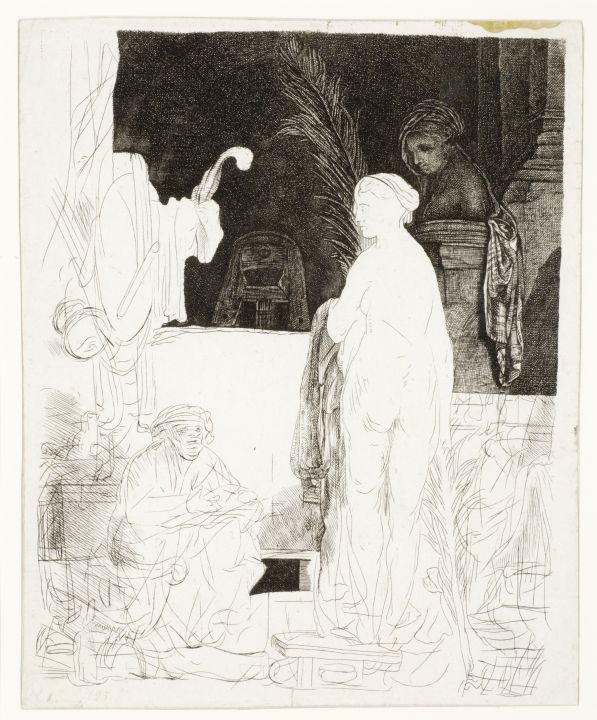
Artysta rysujący z modelu – Rembrandt, ok. 1639 r., kolekcja Muzeum Mikkela, filii Estońskiego Muzeum Sztuki

Estońskie Muzeum Sztuki składa się z następujących oddziałów:
W okolicy parku w rejonie Kadriorg:
- Muzeum Sztuki Kumu (główna siedziba Estońskiego Muzeum Sztuki) – prezentuje estońską sztukę od XVIII wieku do czasów współczesnych.
- Muzeum Sztuki Kadriorg – znajduje się w Pałacu Kadriorg i prezentuje największe i najważniejsze kolekcje sztuki rosyjskiej i zachodnioeuropejskiej z okresu od XVI do XX wieku.
- Muzeum Mikkela – prezentuje kolekcję sztuki Johannesa Mikkela.

W innych częściach Tallinna:
- Muzeum Niguliste (mieści się w dawnym Kościele św. Mikołaja) – prezentuje zbiór historycznej sztuki sakralnej, obejmujący prawie siedem wieków, w tym sztukę średniowieczną i powstałą po reformacji w Estonii.
- Muzeum Adamsona-Erica – prezentuje twórczość Adamsona-Erica, jednego z najwybitniejszych malarzy w Estonii. Kolekcja obejmuje jego obrazy, ceramikę, wyroby skórzane, biżuterię, tekstylia i meble. Muzeum zostało otwarte w 1983 roku.

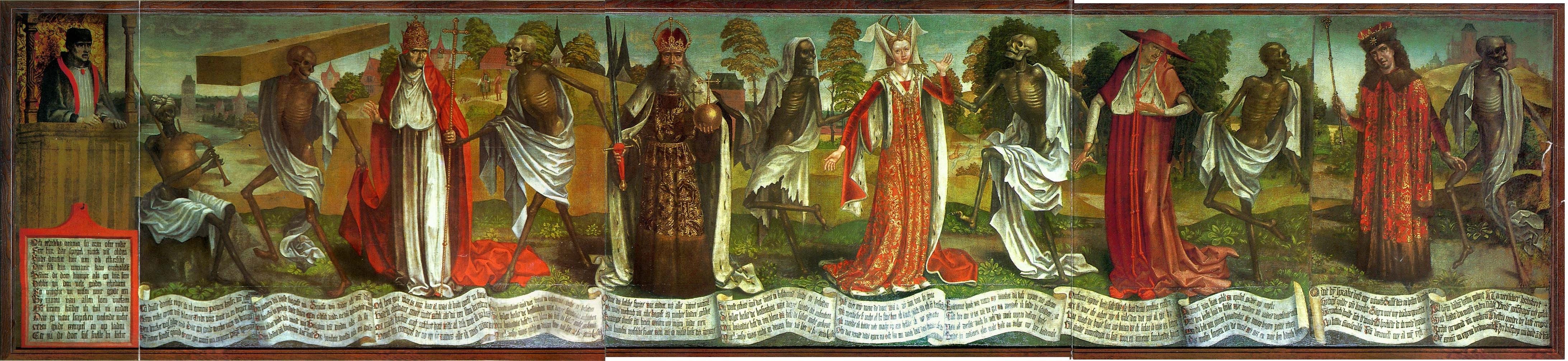
Danse Macabre – Bernt Notke, 1475 / 1499, Muzeum Niguliste – oddział Estońskiego Muzeum Sztuki.

## Galeria

Budynki muzealne
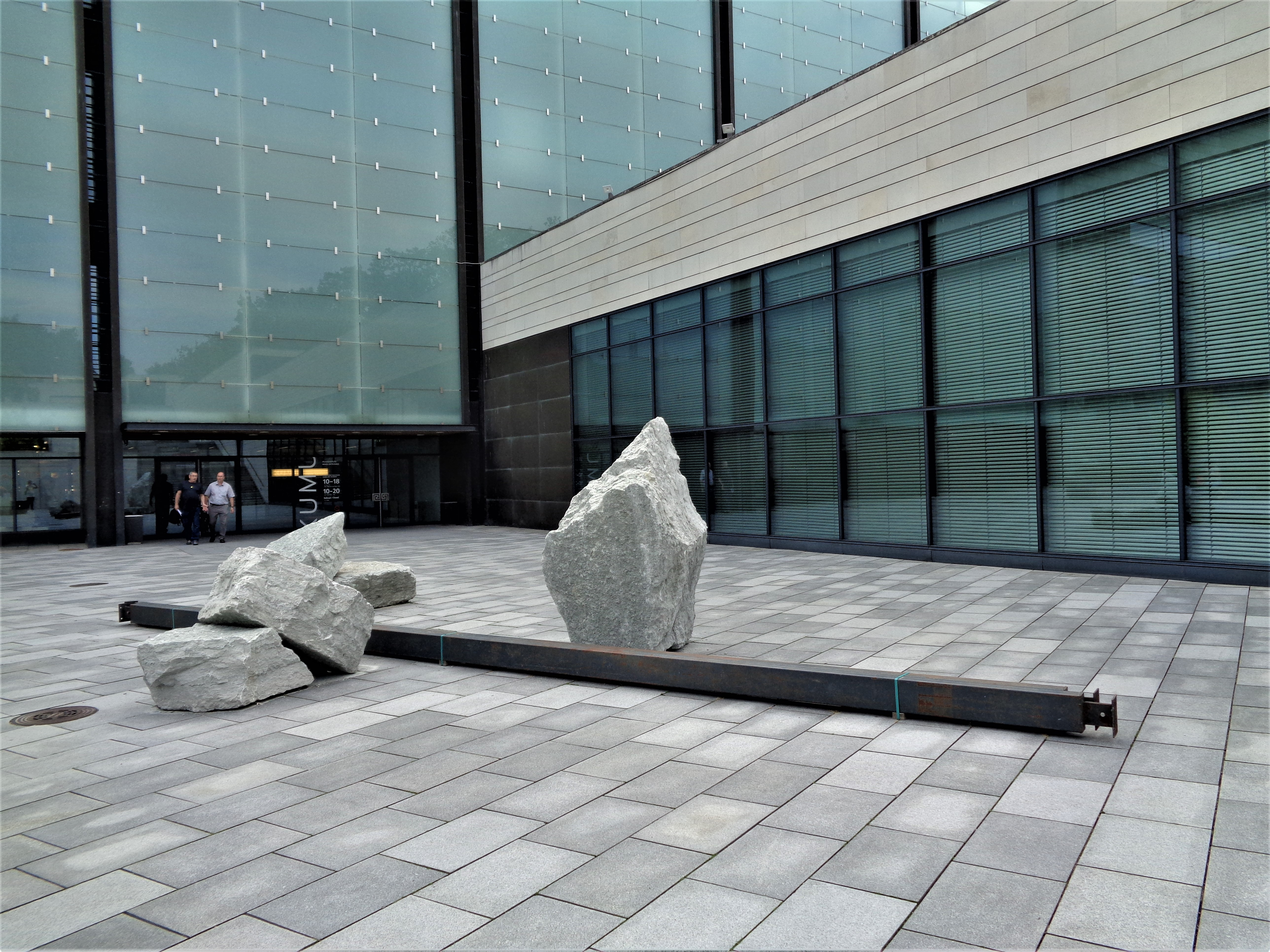
Muzeum Kumu
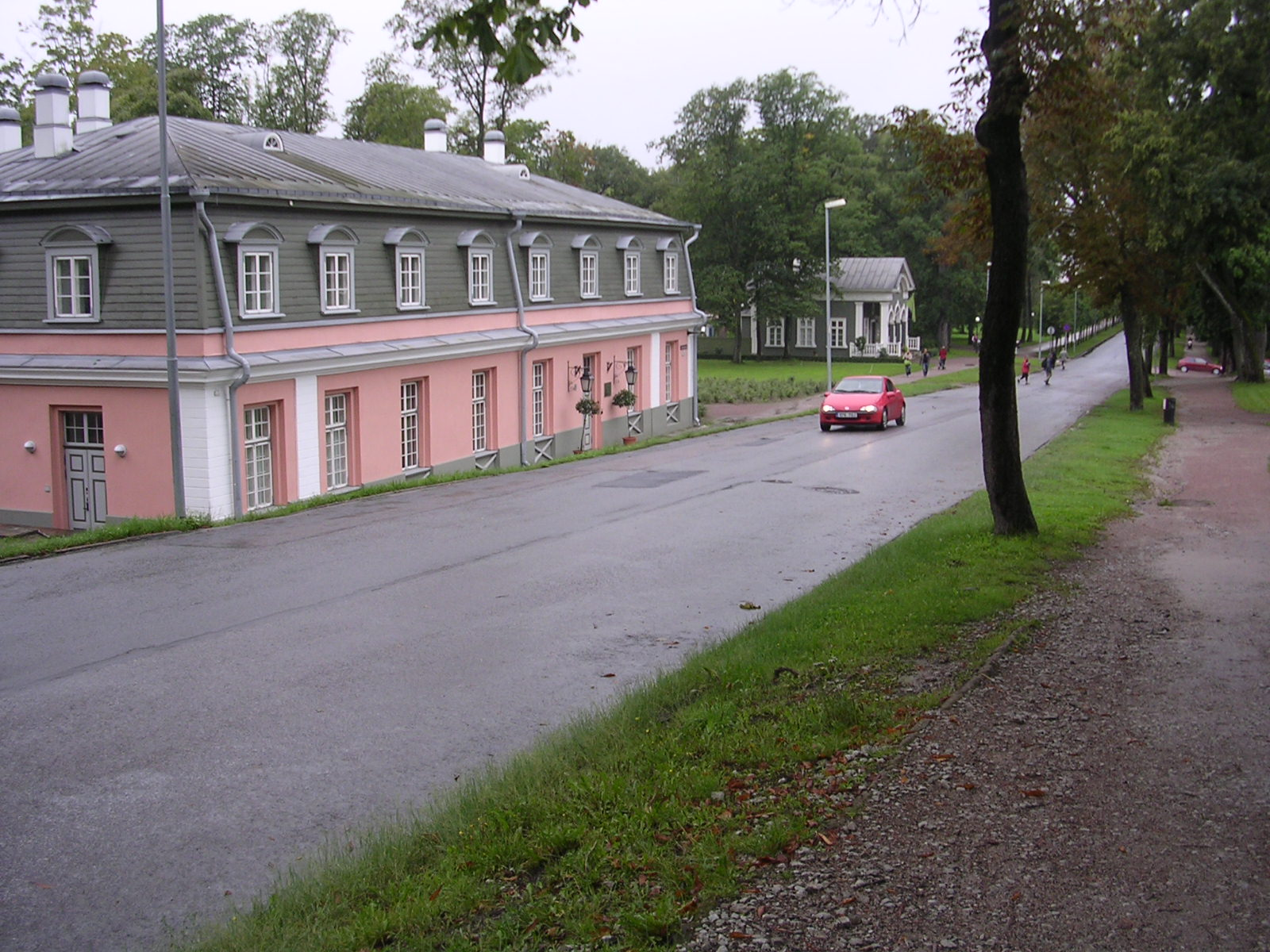
Muzeum Mikkela
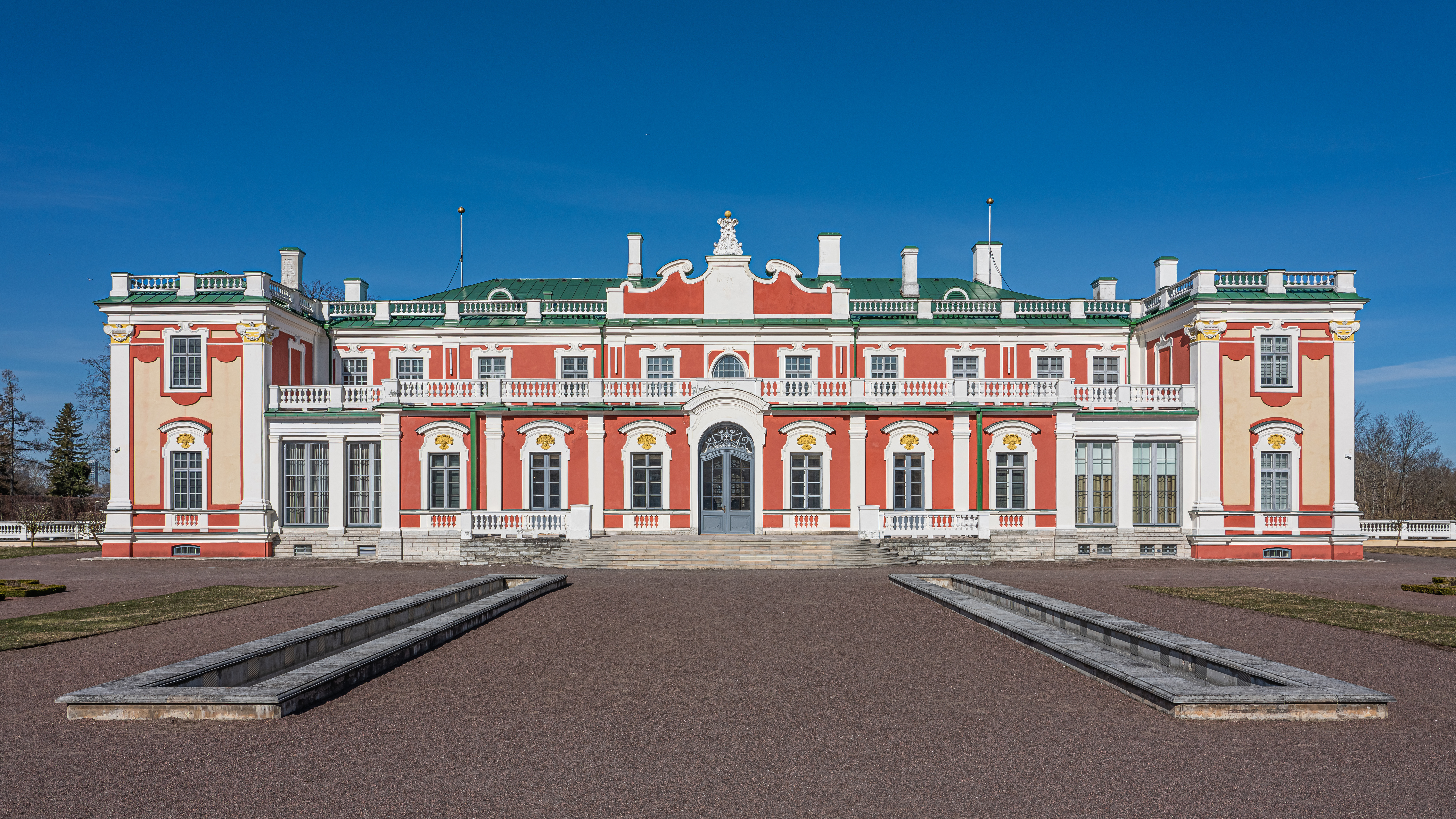
Pałac Kadriorg
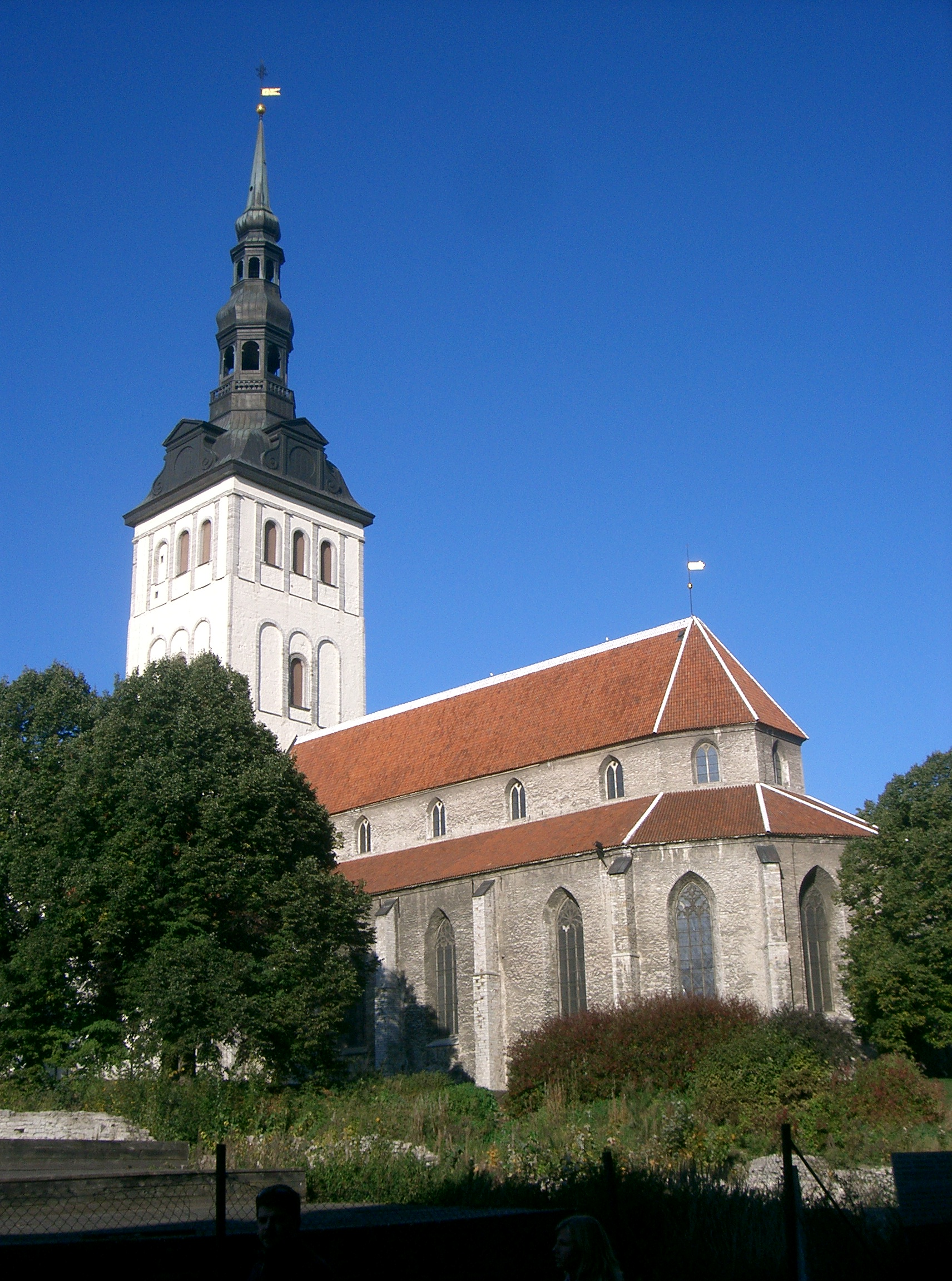
Muzeum Niguliste
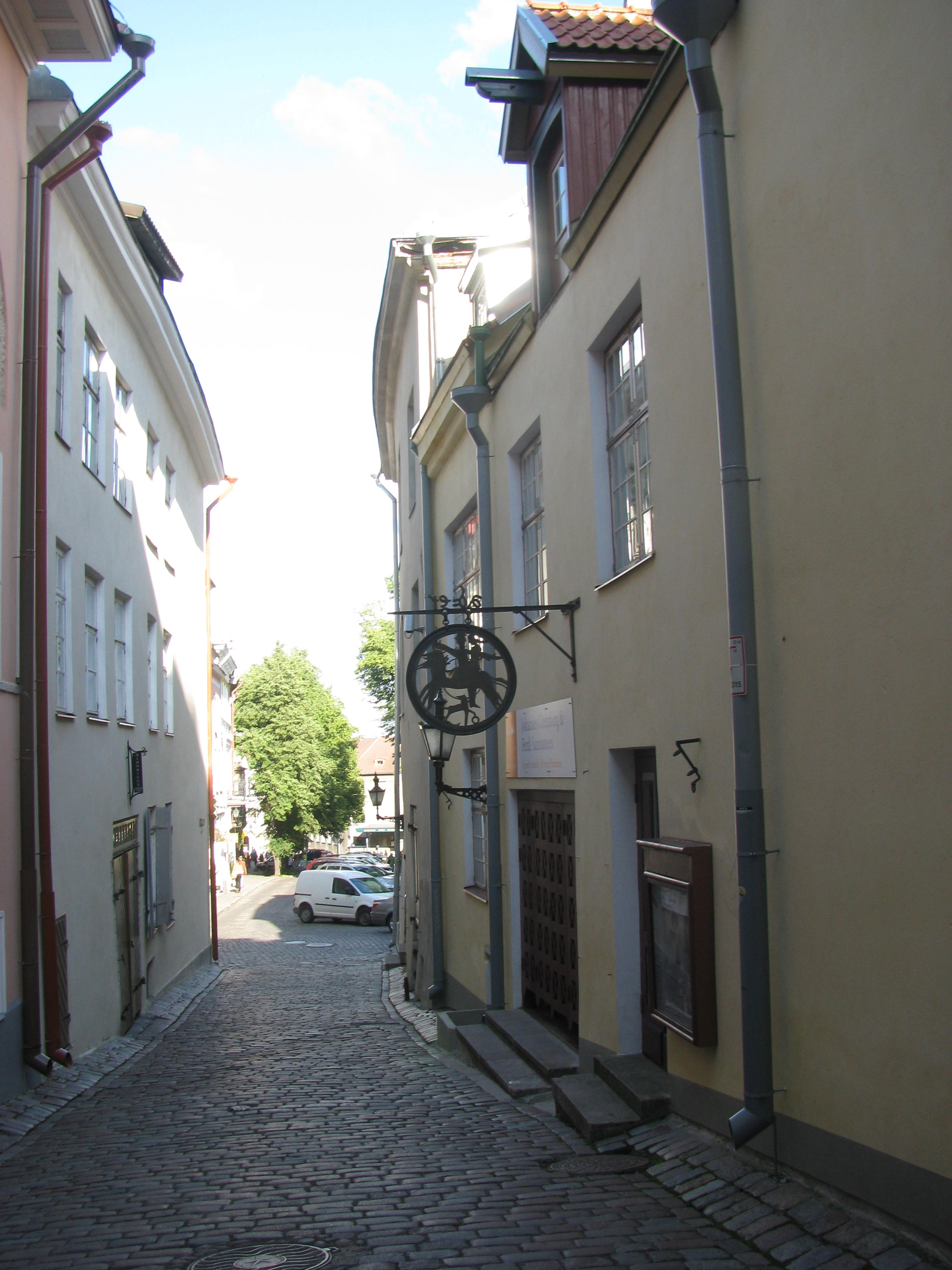
Muzeum Adamsona-Erica